# Caccinia actinobole
Caccinia actinobole är en strävbladig växtart som beskrevs av Bge. Caccinia actinobole ingår i släktet Caccinia och familjen strävbladiga växter. Inga underarter finns listade i Catalogue of Life.